# Văn hóa Hy Lạp

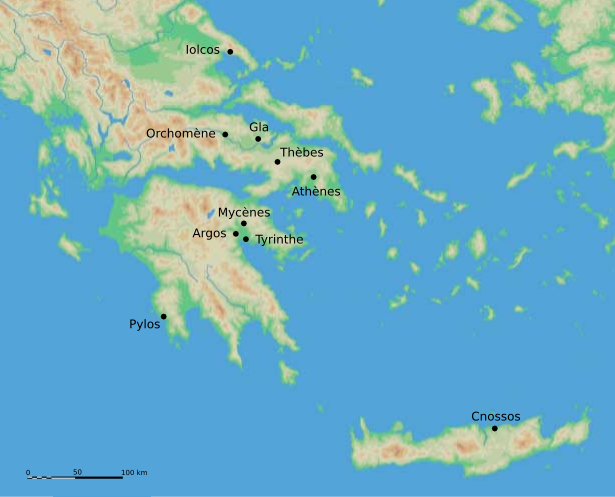
Bán đảo Hy Lạp và đảo lân cận

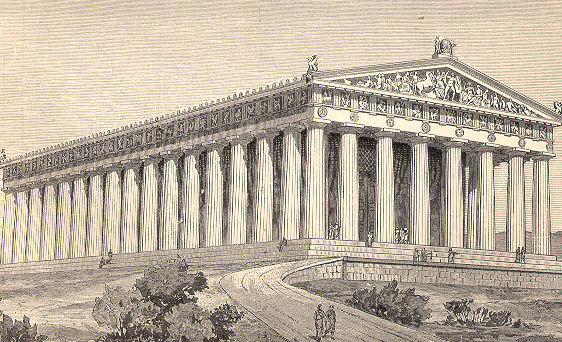
Parthenon ở Athena

Địa điểm xuất phát phát triển của nền văn minh Hy Lạp là đồng bằng Thessalia (Θεσσαλία) màu mỡ, rộng lớn ở vùng bắc Hy Lạp cùng với các đồng bằng Attike (Αττική), Beotia (Βοιωτια) ở trung Hy Lạp và bán đảo Peloponnese (Πελοπόννησος) ở phía nam Hy Lạp. Tại đây nghề trồng trọt và chăn nuôi phát triển rất sớm. Địa hình Hy Lạp có nhiều đồi núi xen kẽ, chia cắt các đồng bằng, tạo thành các tiểu vùng. Các bờ biển phía đông Hy Lạp là nơi tấp nập tàu thuyền.
Lãnh thổ nền văn minh Hy Lạp thời kỳ đầu bao gồm Hy Lạp ngày nay và các đảo thuộc biển Aegaeum và vùng Tây Tiểu Á.
Địa lý Hy Lạp đa dạng kết hợp với khí hậu tốt, cận nhiệt đới, vào mùa đông ít tuyết. Khí hậu Hy Lạp mưa nhiều vào mùa đông sang mùa xuân rất thuận lợi cho trồng trọt.
Hy Lạp có nhiều khoáng sản như sắt (ở Sparte - Σπάρτη), đồng (ở đảo Kypros - Κύπρος), vàng (ở Thrace - Θράκη) và bạc (ở Attike - Αττική). Đó là điều kiện thuận lợi cho thủ công nghiệp phát triển khá sớm.
Những điều kiện địa lý, tự nhiên rất thuận lợi cho các ngành nghề như thương mại, thủ công nghiệp và một nền nông nghiệp tuy không giàu có nhưng đủ đảm bảo các nhu cầu của cư dân trong vùng.
Hy Lạp nằm ở vị trí thuận lợi, án ngữ trên con đường giao lưu của các dòng di cư trong lịch sử cổ đại của các dòng người từ châu Phi lên, từ Trung Á sang, từ châu Âu xuống.
Cư dân Hy Lạp gọi vùng đất của mình là Acaios rồi Ddanaos, đến khi La Mã xuất hiện thì gọi là Henlat và người Hy Lạp được gọi là Hellen.
Tuy nền văn minh Hy Lạp xuất hiện muộn hơn nền văn minh Ai Cập cổ đại nhưng nhờ tiếp thu được nhiều giá trị từ Ai Cập và Lưỡng Hà cổ đại và phát triển lên, nâng lên tầm khái quát, nên nền văn minh Hy Lạp cổ đại đã có rất nhiều đóng góp giá trị.

## Các thời kỳ của văn minh Hy Lạp

Phụ nữ thời văn minh Mycenae

Văn minh Hy Lạp trải qua các thời kỳ phát triển rực rỡ, người ta chia làm hai thời kỳ lớn: thời kỳ Tiền Hy Lạp (kéo dài từ 3000 năm đến 1200 năm TCN) và thời kỳ Hy Lạp chính thống (từ thế kỷ 12 TCN đến thế kỷ 1 TCN).
Thời kỳ Tiền Hy Lạp (còn gọi là thời kỳ văn minh vùng biển Aegaeum) bao gồm ba giai đoạn:
- Giai đoạn văn hóa đồ đồng, thiên niên kỷ 3 TCN, gần như còn rất ít dấu vết.
- Giai đoạn văn minh Aegean (đảo Crete - Mycenae) (năm 2000 - 1600 TCN)
- Giai đoạn văn minh Mycenae (năm 1600 TCN - 1200 TCN).

Thời kỳ Hy Lạp chính thống được phân ra ba thời kỳ nhỏ:
- Thời kỳ Viễn cổ (còn gọi là Thời kỳ Đen tối của Hy Lạp), (thế kỷ 12 đến thế kỷ 9 TCN)
- Thời kỳ Cổ điển (Hy Lạp cổ đại), (năm 776 TCN đến 323 TCN)
- Thời kỳ Hy Lạp hóa, (năm 323 TCN đến 146 TCN)

Thời kỳ hậu Hy Lạp chính thống:
- Thời kỳ Roma (năm 146 TCN đến 330)
- Thời kỳ Đế chế Byzantine (330 đến 1453)
- Thời kỳ Hy Lạp hiện đại Hy Lạp (từ 1453 đến nay)

## Những thành tựu của văn hóa Hy Lạp

### Văn học Hy Lạp
- Ngôn ngữ và chữ viết Hy Lạp

Xem bài chính: tiếng Hy Lạp
- Văn học kinh điển Hy Lạp cổ

Văn học cổ điển được viết dưới thời Hy Lạp cổ xưa từ thế kỷ thứ 4 và phát triển lên trong thời Đế chế Byzantine. Vào thời kỳ đầu, Hy Lạp có 2 tác phẩm đồ sộ của Homer, Iliad và Odyssey. Một nhà thơ vĩ đại của thời kỳ này là Hesiodos (Ησίοδος). Ông có hai tác phẩm trường tồn là Works and Days (Έργα και ημέραι) và Theogonia (Θεογονία).
Chiếm vị trí quan trọng trong văn học Hy Lạp cổ đại phải kể đến thần thoại Hy Lạp. Thần thoại Hy Lạp khá phong phú và thể hiện trong đó cách giải thích của người Hy Lạp về tự nhiên, nguồn gốc loài người đồng thời nêu lên những kinh nghiệm của cuộc sống lao động và ước vọng của mình. Các nhân vật trong thần thoại từ vũ trụ, thần thánh tới các bậc anh hùng dũng sĩ. Từ khối hỗn mang (gọi là Chaos), xuất hiện nữ thần đất Gaia rồi thần ái tình Eros nhờ đó Chaos và Gaia lấy nhau sinh ra đêm tối, ánh sáng, sao trời, biển cả, núi non, sông ngòi, sấm chớp... Bàn tay khéo léo của Prometheus đã nặn ra loài người từ đất sét và lấy trộm lửa mang đến cho loài người. Dưới sự điều khiển của thần Zeus, vị thần tối cao của các thần ngự trị trên đỉnh Olympus quanh năm tuyết phủ đã can thiệp vào mọi lĩnh vực đời sống con người. Thần thánh vừa thể hiện sức mạnh của trần gian vừa thể hiện sự lao động sáng tạo của con người như: thần trồng nho Dionysus, nữ thần nông nghiệp Demeter, thần thợ rèn Hephaistos, nữ thần anh hùng Calios, nữ thần múa Ternexiso...
Nhiều bài thơ trữ tình cũng được sáng tác ở thời kỳ này là của Sappho (Σαπφώ) và Pindarus (Πίνδαρος). Những người Hy Lạp còn nổi tiếng với các tác phẩm kịch sân khấu và các trường ca bất hủ. Có khoảng 100 vở bi kịch được trình diễn trong suốt thời gian dài, về sau chỉ còn ba kịch gia được xem là tồn tại lâu hơn cả: Aeschylus (Αἰσχύλος), Sophocles (Σοφοκλης) và Euripides (Ευριπίδης). Trên cơ sở truyện dân gian, ra đời truyền thuyết về thành Troia.
Giống như các vở bi kịch, thể loại kịch nói cũng được thể hiện trong các dịp trang trọng tại nhà hát Dionysus tại Athena, nhưng ở đây vở diễn bao hàm đầy đủ các yếu tố như tục tĩu, chửi bới và lăng nhục. Một tác phẩm kịch trường tồn của Aristophanes (΄Αριστοφανης) là một kho tàng của thể loại hài hước. Menanderus (Μένανδρος) là nhà văn đã đề xuất thể loại kịch Hy Lạp theo trào lưu mới.
Tác phẩm văn xuôi vĩ đại của thế kỷ thứ 4 là viết về triết học. Thời kỳ này xuất hiện rất nhiều triết gia Hy Lạp, nhưng có ba triết gia nổi tiếng: Socrates, Platon và Aristotle. Trong suốt chiều dài lịch sử của nhân loại, Platon là người hầu như không có đối thủ.

### Sử học Hy Lạp
Hai trong rất nhiều nhà sử học của thời kỳ Hy Lạp cổ điển là Herodotus (Ἡρόδοτος) và Thucydides (Θουκυδίδης). Nhà sử học thứ ba, Xenophon (Ξενοφῶν), viết Hellenica khi Thucydides kết thúc công việc vào năm 411 TCN và được tiếp tục công việc cho đến năm 362 TCN.
Vào thời kỳ Roma, Hy Lạp có các sử gia quan trọng sau thời Alexander Đại đế là Timaeus, Polybius (Πολυβιος), Diodorus Siculus, Dionysius của Halicarnassus, Appian của Alexandria, Lucius Flavius Arrianus và Plutarch. Thời kỳ của các tác phẩm sử học được họ viết từ thế kỷ thứ 4 TCN cho đến thế kỷ thứ 2.

### Nghệ thuật
Xem bài chính: Nghệ thuật Hy Lạp

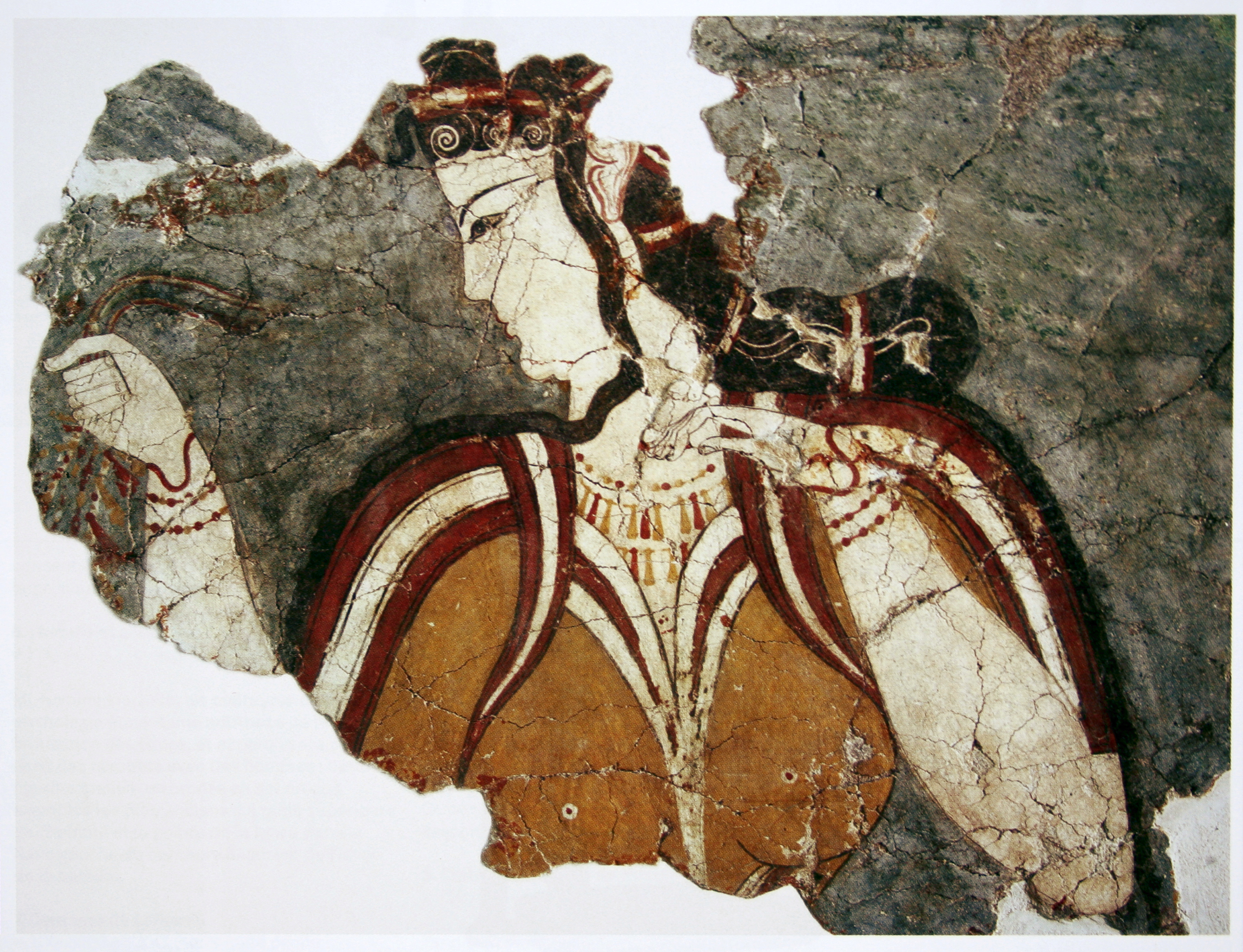
Một bức tranh dưới thời Mycenae - "Dame de Mycènes"

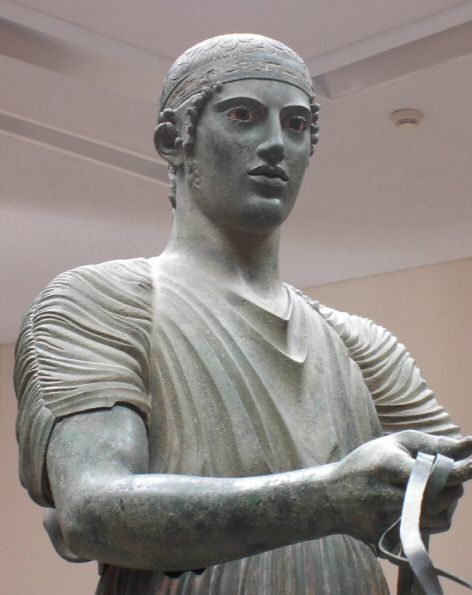
Người đánh xe ngựa của Delphi, bảo tàng khảo cổ học Delphi, một trong những tác phẩm điêu khác vĩ đại có niên đại 470 TCN

Kiến trúc Hy Lạp cổ đại và điêu khắc của nền văn minh Hy Lạp phát triển rực rỡ và để lại dấu ấn sâu sắc hơn cả.
Những công trình điêu khắc Hy Lạp cổ thời gian đầu chịu ảnh hưởng của trường phái nghệ thuật phương Đông. Nhưng nghệ thuật tạo hình và điêu khắc đạt đến đỉnh cao là ở thời kỳ Hy Lạp hóa (thế kỷ 5 đến thế kỷ 4 TCN). Nhiều công trình được sáng tạo bởi Polygnotus, Myron, Phidias. Tác phẩm Tượng thần Athena và Marsyas (tại Vườn Bách thảo của Copenhagen) được sáng tác bởi Myron.
Kiến trúc và điêu khắc Hy Lạp cổ thường đi song hành bên nhau. Những giá trị lớn tập trung tại các công trình kiến trúc lớn, những bức tranh tường, những bức tượng lớn trong một đại sảnh là hình ảnh thường gặp ở Athena.
Nghệ thuật điêu khắc và kiến trúc của Hy Lạp cổ đại đã có tác dụng kinh điển và ảnh hưởng mạnh mẽ đến các nền nghệ thuật của nhiều quốc gia từ cổ đại cho đến ngày nay.
Đồ gốm của Hy Lạp cổ đại có thể xem như những tác phẩm tuyệt đẹp và sức lan tỏa, thắm đượm tinh chất huyền 

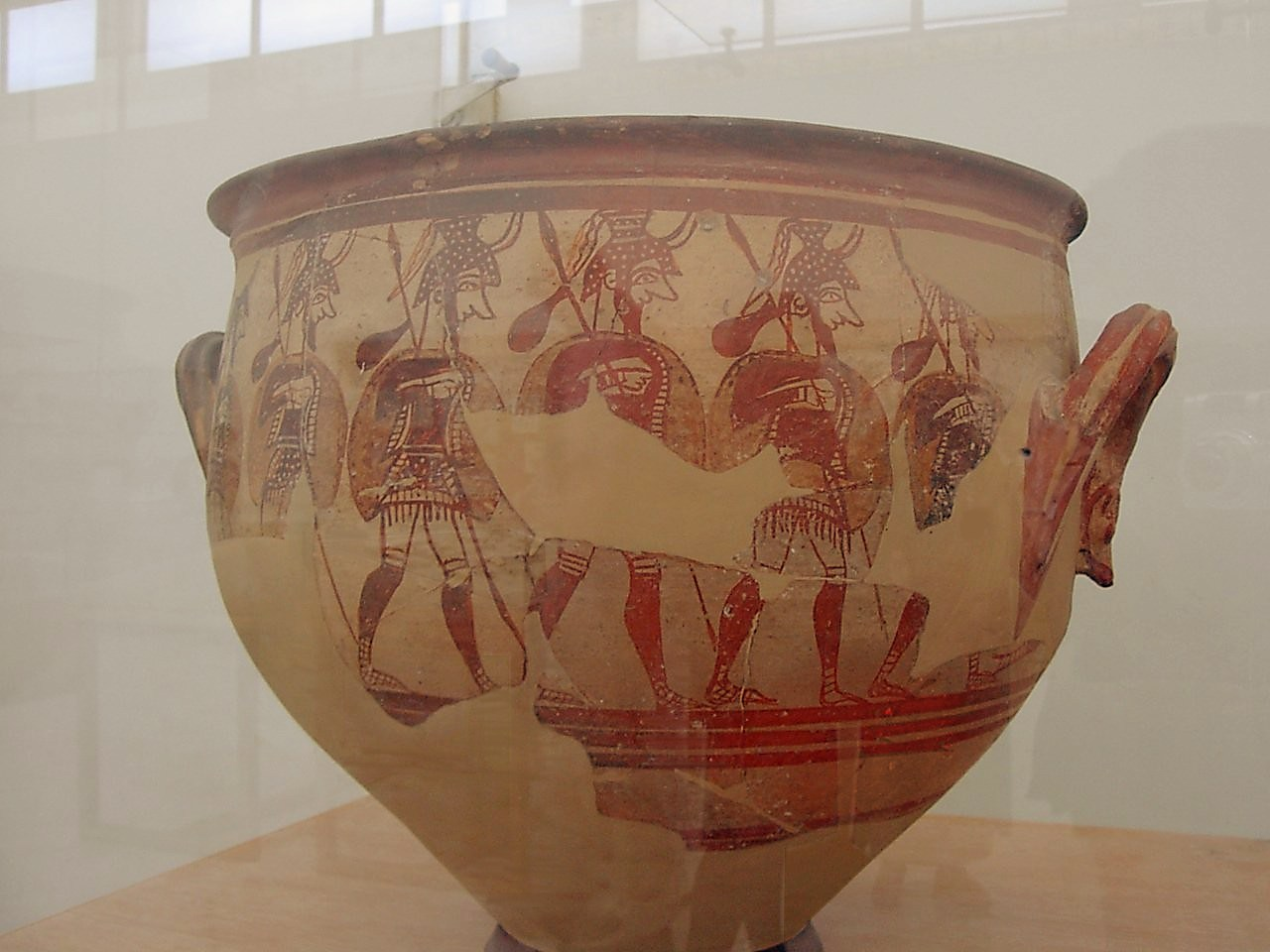
Krater (bát lớn), thế kỷ 12 TCN

thoại và thơ ca Hy Lạp cổ. Đồ gốm được sản xuất cho các công việc và sử dụng chúng hàng ngày mà không phải để trưng bày. Rất nhiều đồ gốm Hy Lạp cổ đại vẫn còn cho đến ngày nay, như các loại bình đựng rượu, bình đựng nước, các bình tế lễ, các loại bình có tay cầm, các loại chén bát.
Phong cách làm gốm của Hy Lạp cũng thay đổi theo các thời kỳ khác nhau, mỗi thời kỳ lại có những đặc sắc riêng, càng về sau càng tinh xảo và thẩm mỹ hơn.
Các bức tượng cổ Hy Lạp là cả một nền nghệ thuật mẫu mực, ảnh hưởng đến trường phái nhiều quốc gia châu Âu sau này, đặc biệt ảnh hưởng trực tiếp đến phong cách Roma cho đến thời kỳ Phục Hưng.
Kiến trúc Hy Lạp cổ có những công trình đồ sộ và nghệ thuật cho cả châu Âu sau này.
Xem bài chính: Kiến trúc Hy Lạp cổ đại

### Triết học Hy Lạp cổ
Xem bài chính: Triết học Hy Lạp cổ đại
Hy Lạp cổ đại là quê hương của triết học phương Tây, ở đây có cả hai trường phái triết học duy vật và duy tâm.
- Đại diện cho trường phái duy vật là các nhà triết học nổi tiếng như: Thales, Heracleitus, Democritus...
- Đại diện cho trường phái duy tâm là các nhà triết học: Platon, Aristotle...

### Ẩm thực Hy Lạp cổ

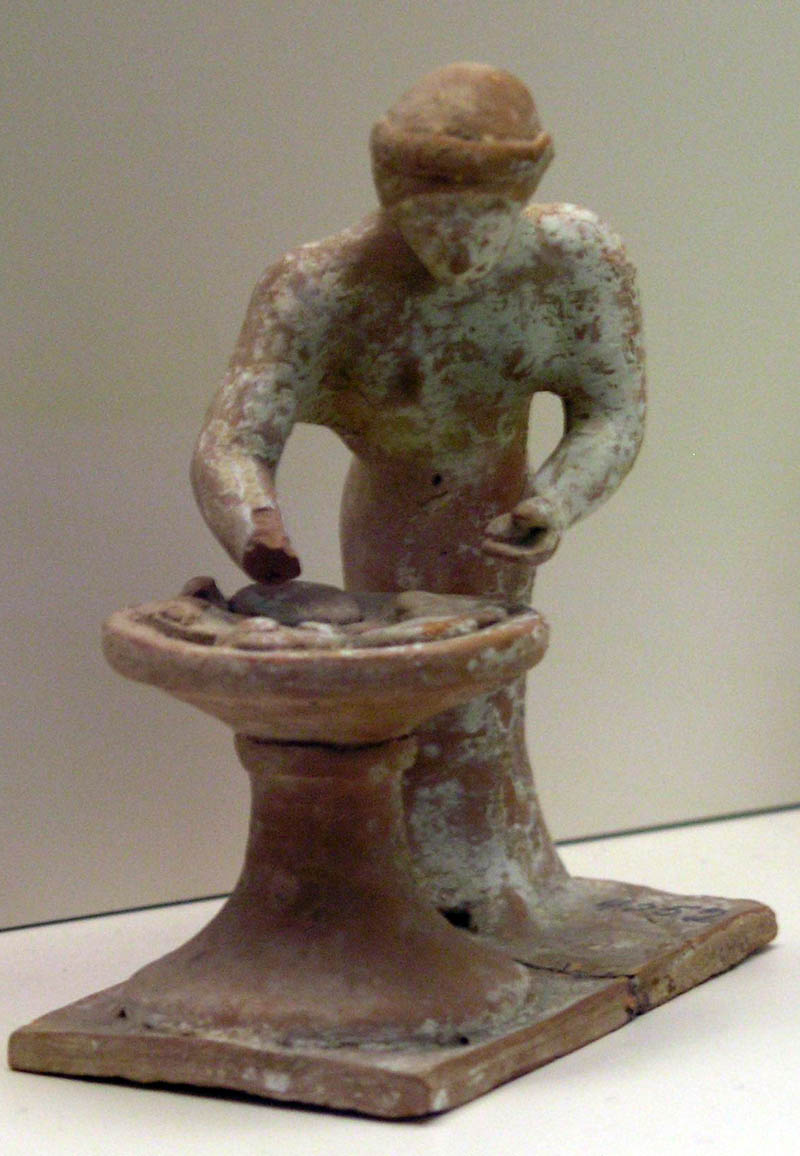
Bức tượng miêu tả một người đàn bà nhào bột làm bánh mì có niên đại 500-475 TCN

Xem bài chính: Ẩm thực Hy Lạp cổ đại
Bức tranh ẩm thực Hy Lạp cổ đại phản ánh như là đặc tính tiết kiệm, chính là đặc trưng của vùng Địa Trung Hải, bởi vì nông nghiệp thực sự không thuận lợi cho khu vực này. Các món ăn truyền thống như, bánh mì, dầu ôliu và rượu.
Ngoài những thực phẩm chính trên, người Hy Lạp cổ đại còn các thực phẩm như: trái cây và các loại rau, thịt và cá, sữa dê, mật ong...
Những dụng cụ dùng để chế biến và sử dụng thức ăn hàng ngày cũng như cất giữ thực phẩm của người Hy Lạp cổ đại được xem là tuyệt đẹp và có tầm ảnh hưởng đến nghệ thuật châu Âu nhiều thế kỷ sau này và cho đến tận ngày nay.
Ẩm thực thường ngày của cư dân Hy Lạp cổ đại thường có các bữa như sau:
- Điểm tâm (ἀκρατισμός / akratismós) là bánh mì cùng với rượu, đôi khi có thêm trái sung và một ít quả ôliu.
- Ăn nhẹ (ἄριστον / ariston)[2].
- Bữa chính (δεῖπνον / deĩpnon), là bữa ăn quan trọng nhất trong ngày, thường vào buổi tối, hay hoàng hôn.

### Các hoạt động thể thao Hy Lạp cổ
Xem bài chính: Olympia Hy Lạp cổ đại
Thể thao Olympia của Hy Lạp cổ đại thể hiện tinh thần thượng võ và tín ngưỡng của các thành phố Hy Lạp. Hình thức thể thao này được ra đời từ năm 776 TCN và kéo dài tới năm 393. Được tổ chức mỗi 4 năm tại Olympia, Hy Lạp, số môn tham gia thi đấu chính thức có lúc lên đến 292 bộ môn khác nhau.
Lịch sử xa xưa về các cuộc thi đấu Olympia của người Hy Lạp cổ đại bị phai mờ theo thời gian, tuy vậy nó vẫn sống lâu dài trong các câu chuyện truyền thuyết và thần thoại Hy Lạp. Những cuộc thi đấu được diễn ra ở Olympia, một địa điểm thiêng liêng cho các thần Hy Lạp, trong quận Elis của vùng Tây Hy Lạp. Đền thờ ở Olympia có chứa một bức tượng của thần Zeus cao đến 12 mét bằng ngà voi và vàng do Phidias điêu khắc. Bức tượng này chính là một trong Bảy kỳ quan thế giới cổ đại.

### Thành tựu y học Hy Lạp cổ

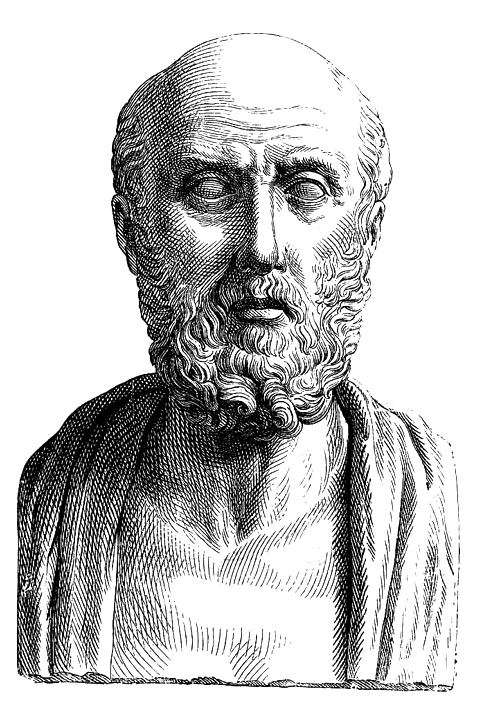
Hippocrates: bức chạm khắc điển hình

Về y học, Hy Lạp cổ có một thiên tài lỗi lạc, đó là Hippocrates, một trong những danh y giỏi nhất của mọi thời và thường được xem là cha đẻ của y học. Sinh năm 460 TCN tại đảo Cos vùng biển Aegeum, Hippocrates là con trai một người làm thuốc, được cha truyền cho những kiến thức về y tế, sau đó tiếp tục học ở Athena và nhiều thành phố khác trong vùng. Ông hành nghề trên đảo Cos và nổi tiếng từ đó. Vào thời trước Hippocrates, người Hy Lạp rất mê tín dị đoan. Họ tin rằng bệnh tật do ma lực huyền bí gây nên và chỉ có thể được chữa khỏi nhờ các thầy phù thủy.
Hippocrates đã mở ra một kỷ nguyên mới cho y học, xem bệnh tật như một hiện tượng thiên nhiên, có thể chữa trị dựa vào quan sát lâm sàng tỉ mỉ cũng như căn cứ vào các triệu chứng của bênh. Cụ thể là ông nhìn nước da, quan sát mắt bệnh nhân, chú ý họ có bị sốt hoặc lạnh hay không.
Hippocrates cũng khuyến khích học trò làm việc hết sức mình vì lợi ích của bệnh nhân. Lời thề nổi tiếng mà các bác sĩ tuyên đọc trước khi ra trường trước đây, về sau được đặt tên là lời thề Hippocrates. Lời thề này chủ yếu nhấn mạnh, cấm bác sĩ giúp nữ bệnh nhân phá thai, trao thuốc độc theo yêu cầu, gợi ý của bệnh nhân, làm phẫu thuật không cần thiết. Ngoài ra, lời thề còn đòi hỏi bác sĩ tránh quan hệ tình dục với bệnh nhân, không tiết lộ những chuyện liên quan đến bệnh nhân.

### Xã hội và lối sống của Hy Lạp cổ đại
- Nô lệ dưới thời Hy Lạp cổ
- Mại dâm dưới thời Hy Lạp cổ
- Đồng tính nam dưới thời Hy Lạp cổ

### Toán, lý học Hy Lạp cổ
Xem bài chính: Toán học Hy Lạp cổ đại
Thế giới Hy Lạp cổ đại còn cống hiến cho nhân loại nhiều nhà bác học mà đóng góp của họ tới nay vẫn còn giá trị như: Euclides, người đưa ra các tiên đề hình học và đặt cơ sở cho môn hình học sơ cấp; Pythagoras, người đã chứng minh định lý mang tên ông và ngay từ thế kỉ thứ 5 TCN đã đưa ra giả thuyết Trái Đất hình cầu; Thales, người đã đưa ra định lý Thales; và, đặc biệt nhất, Archimedes, người đã đề ra nguyên lý đòn bẩy, chế ra gương cầu lõm, máy bắn đá và phát hiện ra lực đẩy tác động lên một vật nếu vật đó trong lòng chất lỏng (lực đẩy Archimedes).

## Luật pháp và tổ chức nhà nước
Các quốc gia ở phương Tây chịu ảnh hưởng nhiều về hệ thống pháp luật và cách tổ chức nhà nước từ Hy Lạp cổ đại.
Nhà nước ở Hy Lạp cổ đại hình thành trên cơ sở sự tan rã của xã hội thị tộc. Nhà nước dân chủ chủ nô ở Hy Lạp ngày càng được hoàn thiện qua những cải cách của Solon, Cleisthenes và Pericles.
Về luật pháp, bộ luật cổ nhất của Hy Lạp là bộ luật Draco, bộ luật này có những hình phạt rất khắc nghiệt, có khi chỉ ăn cắp cũng bị xử tử. Sau này, nhờ những cải cách của Solon, Cleisthenes... luật pháp Hy Lạp ngày càng mang tính dân chủ hơn (nhưng cũng chỉ công dân tự do mới được hưởng, nô lệ thì không).